# MotoGP portugál nagydíj
A MotoGP portugál nagydíja a MotoGP egy versenye, mely 2000 óta folyamatosan szerepel a versenynaptárban. A verseny ezelőtt 1987-ben már szerepelt, de ezt ekkor még Spanyolországban tartották meg.

## Az eddigi győztesek
| Év   | Helyszín | MotoE             | Moto3           | Moto2            | MotoGP            | Összefoglaló |
| ---- | -------- | ----------------- | --------------- | ---------------- | ----------------- | ------------ |
| 2024 | Portimão | Nicholas Spinelli | Daniel Holgado  | Arón Canet       | Jorge Martín      | Összefoglaló |
| 2024 | Portimão | Mattia Casadei    | Daniel Holgado  | Arón Canet       | Jorge Martín      | Összefoglaló |
| Év   | Helyszín |                   | Moto3           | Moto2            | MotoGP            | Összefoglaló |
| 2023 | Portimão |                   | Daniel Holgado  | Pedro Acosta     | Francesco Bagnaia | Összefoglaló |
| 2022 | Portimão |                   | Sergio García   | Joe Roberts      | Fabio Quartararo  | Összefoglaló |
| 2021 | Portimão |                   | Pedro Acosta    | Raúl Fernández   | Fabio Quartararo  | Összefoglaló |
| 2020 | Portimão |                   | Raúl Fernández  | Remy Gardner     | Miguel Oliveira   | Összefoglaló |
| 2012 | Estoril  |                   | Sandro Cortese  | Marc Márquez     | Casey Stoner      | Összefoglaló |
| Év   | Helyszín |                   | 125 cm³         | Moto2            | MotoGP            | Összefoglaló |
| 2011 | Estoril  |                   | Nicolás Terol   | Stefan Bradl     | Dani Pedrosa      | Összefoglaló |
| 2010 | Estoril  |                   | Marc Márquez    | Stefan Bradl     | Jorge Lorenzo     | Összefoglaló |
| Év   | Helyszín |                   | 125 cm³         | 250 cm³          | MotoGP            | Összefoglaló |
| 2009 | Estoril  |                   | Pol Espargaró   | Marco Simoncelli | Jorge Lorenzo     | Összefoglaló |
| 2008 | Estoril  |                   | Simone Corsi    | Álvaro Bautista  | Jorge Lorenzo     | Összefoglaló |
| 2007 | Estoril  |                   | Héctor Faubel   | Álvaro Bautista  | Valentino Rossi   | Összefoglaló |
| 2006 | Estoril  |                   | Álvaro Bautista | Andrea Dovizioso | Toni Elías        | Összefoglaló |
| 2005 | Estoril  |                   | Mika Kallio     | Casey Stoner     | Alex Barros       | Összefoglaló |
| 2004 | Estoril  |                   | Héctor Barberá  | Toni Elías       | Valentino Rossi   | Összefoglaló |
| 2003 | Estoril  |                   | Pablo Nieto     | Toni Elías       | Valentino Rossi   | Összefoglaló |
| 2002 | Estoril  |                   | Arnaud Vincent  | Fonsi Nieto      | Valentino Rossi   | Összefoglaló |
| Év   | Helyszín |                   | 125 cm³         | 250 cm³          | 500 cm³           | Összefoglaló |
| 2001 | Estoril  |                   | Manuel Poggiali | Kató Daidzsiró   | Valentino Rossi   | Összefoglaló |
| 2000 | Estoril  |                   | Emilio Alzamora | Kató Daidzsiró   | Garry McCoy       | Összefoglaló |
| Év   | Helyszín | 80 cm³            | 125 cm³         | 250 cm³          | 500 cm³           | Összefoglaló |
| 1987 | Jerez    | Jorge Martínez    | Paolo Casoli    | Anton Mang       | Eddie Lawson      | Összefoglaló |